# Mastigoceras camponoti
Tribu
Genre
Espèce
Mastigoceras camponoti, unique représentant du genre Mastigoceras et de la sous-famille des Mastigocerini, est une espèce de collemboles de la famille des Orchesellidae.

## Distribution
Cette espèce est endémique du Brésil.
Elle a été découverte dans des fourmilières de Camponotus rufipes

## Publications originales
- Handschin, 1924 : Neue myrmecophile und termitophile Collembolen-formen aus Sud-Amerika. Neue Beitrage zur Systematischen Insektenkunde Berlin, vol. 3, p. 13-19 & 21-28.
- Mari Mutt, 1980 : A classification of the Orchesellinae with a key to the tribes, genera and subgenera (Collembola: Entomobryidae). Annals of the Entomological Society of America, vol. 73, no 4, p. 455-459 (texte intégral).